# Ourapteryx modesta
Ourapteryx modesta là một loài bướm đêm trong họ Geometridae.